# Georg Michailowitsch Brassow

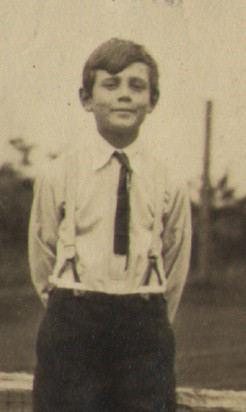
Georg Michailowitsch Brassow

Georg Michailowitsch Graf Brassow (* 24. Julijul. / 6. August 1910greg. in Moskau; † 22. Juli 1931 in Auxerre) war ein russischer Adliger und Mitglied des Hauses Romanow-Holstein-Gottorp. Er war der Sohn aus morganatischer Ehe des Michail Alexandrowitsch Romanow.

## Herkunft und familiäres Exil
Prinz Georg wurde als unehelicher Sohn des Großfürsten Michail und der niederen Adeligen Natalja Sergejewna Brassowa geboren. Sein Vater war der jüngste Sohn des russischen Zaren Alexander III. und der Zarin Maria Fjodorowna, seine Mutter war zuvor schon zwei Mal verheiratet gewesen und hatte eine Tochter, Georgs ältere Halbschwester Natalja Mamontowa (* 2. Juni 1903, † 1969), genannt Tata. Er wurde nach seinem Onkel, Großfürst Georg Alexandrowitsch, benannt, der bei einem Motorradunfall gestorben war.

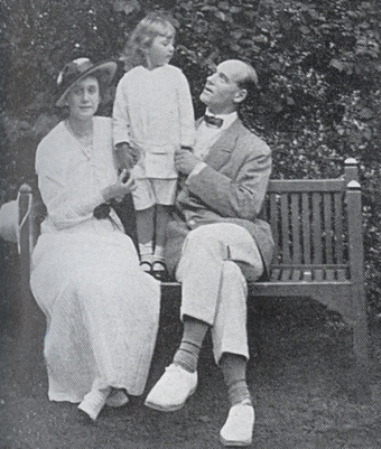
Georg als Junge mit seinen Eltern

Georg kam kurz nach der Scheidung seiner Mutter von ihrem zweiten Ehemann, dem Rittmeister Vladimir Wulffert, der im Regiment der Kürassiere unter Georgs Vater diente, auf die Welt; seine Eltern hatten sich 1908 während Nataljas zweiter Ehe auf Anhieb verliebt. Bei seiner Geburt stand sein Vater nach dem Zarewitsch Alexej an zweiter Stelle der russischen Thronfolge. Nach dem Hausgesetz der russischen Zaren war es ihm nicht erlaubt, ohne die Zustimmung des regierenden Zaren Nikolaus II. zu heiraten. Zwar erlaubte Nikolaus 1911 Natalja, mit beiden Kindern bei Michail auf seinem Landsitz Brassowo (bei Lokot) und in Sankt Petersburg zu leben, und verlieh ihr davon abgeleitet den Nachnamen „Brassowa“, aber die Zustimmung zu einer Ehe war nicht zu erlangen, da seine Mutter zweimal geschieden und nicht von königlicher Abstammung war.
Zarewitsch Alexej litt an der Bluterkrankheit, so dass befürchtet werden musste, dass er nicht lange genug leben würde, um den Thron zu besteigen. Im Jahr 1912 litt er an einer lebensbedrohlichen Blutung an den Beinen und der Leistenregion, während sich Michails Familie in Spala in Polen aufhielt. Da Michail befürchtete, dass Alexej nicht überleben könnte und er deswegen in eine standesgemäße Ehe gezwungen werden könnte, heirateten Georgs Eltern am 30. Oktober 1912 in einer Serbisch-Orthodoxen Kirche in Wien, um ihre Verbindung dauerhaft festzulegen. Die Wahl der Kirche war von Bedeutung, da diese Eheschließung vom russischen Hof oder der russisch-orthodoxen Kirche nicht annulliert werden konnte. Von der kaiserlichen Familie wurde die Eheschließung als Verrat angesehen, zumal sie durchgeführt wurde, während der Zarewitsch nahezu im Sterben lag. Michail wurde durch die nicht standesgemäße Ehe aus der Thronfolge ausgeschlossen und ging mit seiner Familie auf eine Europareise, um sich schließlich im Exil in England niederzulassen.

## Rückkehr und Sturz der Monarchie
Im Herbst 1914 erbat Georgs Vater vom russischen Hof die Genehmigung, nach Russland zurückkehren zu dürfen, um wieder in die Armee einzutreten, die im Ersten Weltkrieg kämpfte. Seinem Ersuchen wurde nachgegeben und Großfürst Michail kehrte mit seiner Familie nach Russland zurück. Michail wurde General und erhielt später das St.-Georgskreuz, den höchsten russischen Militärorden. Der Zar Nikolaus II. erhob Georgs Mutter in den höheren Adelsstand und ernannte sie zur Gräfin Brassowa. Auch wenn Georg als Sohn Michails nun legitimiert wurde, blieben er und seine etwaigen Nachkommen von der russischen Thronfolge ausgeschlossen. Später sollte ihm der Thronprätendent Kyrill den Titel eines Prinzen verleihen.
Im Laufe der Februarrevolution 1917 dankte Zar Nikolaus II. für sich und seinen Sohn ab und ernannte Michail zu seinem Nachfolger. Da aber alle St. Petersburger Truppen bereits zu den Revolutionären übergelaufen waren, wies der Großfürst die Ernennung zurück und die Provisorische Regierung übernahm die Macht. Georg wurde mit seiner Familie zunächst in Gattschina unter Hausarrest gestellt, bevor sie im September des Jahres freigelassen wurden, aber nach der Oktoberrevolution wurde sein Vater 1918 in die weit entfernte Stadt Perm überführt. Michail und Natalja organisierten, dass Georg aus dem Land nach Kopenhagen gebracht wurde, wo er bei Verwandten seiner Großmutter am Hof Christians X. von Dänemark aufgenommen wurde. In den frühen Morgenstunden des 12. Juni 1918 wurde sein Vater Michail in den Außenbezirken Perms von der Tscheka auf deren eigene Initiative willkürlich erschossen, sein Leichnam wurde verbrannt. Da die Verantwortlichen, um sich zu decken, vorgaben, Michail wäre verschleppt worden, wurden die Umstände des Todes seines Vaters erst nach Georgs Tod bekannt. Seine Mutter wurde unmittelbar danach verhaftet, entkam aber Monate später bei einer Behandlung in einem Krankenhaus und flüchtete mit ihrer Tochter Ende 1918/Anfang 1919 auf langwierigem Weg nach London.

## Exil
Georg folgte seiner Mutter und seiner Schwester 1919 ins Exil nach London und besuchte hier die Harrow School, eine bekannte Schule für höhere Kreise. 1927 zog seine Mutter aufgrund finanzieller Probleme nach Paris, während Georg in England blieb, um das Schuljahr zu beenden. Daraufhin wechselte er an eine andere Schule, die École des Roches in Verneuil in der Normandie. Auch wenn Georg gelegentlich daran dachte, die russische Thronfolge zu beanspruchen, betrachtete er den Gedanken meist eher scherzhaft. Als er heranwuchs, fiel oft seine ausgesprochene Ähnlichkeit mit seinem Vater auf. Nachdem Georg im Sommer 1931 seine Abschlussexamen an der Sorbonne abgelegt hatte, beschloss er, gemeinsam mit seinem holländischen Freund Edgar Moneanaar in den Urlaub nach Südfrankreich zu verreisen. Sie beabsichtigten, von Paris nach Cannes zu fahren, doch ihr Auto geriet auf der Fahrt ins Schleudern und prallte gegen einen Baum. Der neunzehnjährige Edgar, der am Steuer gesessen hatte, war sofort tot. Georg wurde mit zwei gebrochenen Beinen und schweren inneren Verletzungen in ein Krankenhaus gebracht und starb, ohne das Bewusstsein wiedererlangt zu haben, in Auxerre. Er wurde auf dem Cimetière de Passy in Paris bestattet. Als seine Mutter im Jahr 1952 starb, wurde sie an seiner Seite beerdigt. Das Grab ist mit einem russischen Kreuz auf einem Grabstein mit der einfachen goldfarbenen Inschrift Fils et Epouse de S.A.I Grand Duc Michel de Russie bedeckt.
Georg hatte zwar aufgrund seiner Abstammung aus morganatischer Ehe nie einen Platz in der russischen Thronfolge, war aber der letzte überlebende Nachkomme des Zaren Alexander III. in männlicher Linie.